# Sassari-Cagliari 1973
La Sassari-Cagliari 1973, ventitreesima edizione della corsa, si svolse il 2 marzo 1973 su un percorso di 225 km. La vittoria fu appannaggio del belga Patrick Sercu, che completò il percorso in 5h28'18", precedendo gli italiani Marino Basso e Franco Ongarato.
Sul traguardo di Cagliari 56 ciclisti portarono a termine la competizione.

## Ordine d'arrivo (Top 10)
| Pos. | Corridore         | Squadra            | Tempo    |
| ---- | ----------------- | ------------------ | -------- |
| 1    | Patrick Sercu     | Brooklyn           | 5h28'18" |
| 2    | Marino Basso      | Bianchi-Campagnolo | s.t.     |
| 3    | Franco Ongarato   | Dreherforte        | s.t.     |
| 4    | Miguel María Lasa | KAS-Kaskol         | s.t.     |
| 5    | Walter Avogadri   | Zonca              | s.t.     |
| 6    | Pierino Gavazzi   | Jollj Ceramica     | s.t.     |
| 7    | Francesco Moser   | Filotex            | s.t.     |
| 8    | Romano Tumellero  | Jollj Ceramica     | s.t.     |
| 9    | Marino Conton     | Jollj Ceramica     | s.t.     |
| 10   | Italo Zilioli     | Dreherforte        | s.t.     |